# Спендий
Спендий (на латински: Spendius) е военачалник от Кампания.
Единственият източник за живота на Спендий е историята на Полибий. Според него той е избягал роб, който става наемник в Картаген. Наред с Мато е сред ръководителите на започналото през 241 година пр. Хр. Въстание на наемниците. Обсажда неуспешно Утика и претърпява няколко последователни поражения от Хамилкар Барка. През 238 година пр. Хр. е заловен и разпънат на кръст.